# José Calado
José António Calado da Silva (1 de março de 1974) ,conhecido como Calado, é um antigo jogador de futebol português que jogou como médio central.
Depois de se destacar no seu próprio país pelo Benfica, passou o resto dos seus 19 anos de carreira em duas equipas em Espanha e duas no Chipre. Ao longo de oito temporadas, fez um total de 184 jogos e sete golos na Primeira Liga.

## Carreira
Foi 4 vezes internacional pela Seleção Portuguesa de Futebol, de 1995 a 1998. Jogou pela Selecção Olímpica nas Olimpíadas de 1996, que terminou em quarto lugar, marcando um golo no evento. 
José Calado nasceu em Lisboa. No início da sua carreira jogou pela Casa Pia AC e pelo C.F. Estrela da Amadora. Mais tarde, jogou pelo Benfica onde alcançou o estatuto de jogador internacional.
No Verão de 2001,  Calado, ao lado do companheiro de equipa João Tomás, juntou-se ao Real Betis da La Liga. No entanto, não conseguiu estabelecer-se no meio campo do Betis aparecendo apenas 20 vezes durante duas épocas. De 2003 a 2005 jogou por empréstimo na equipa da Segunda División, o  Polideportivo Ejido. Mais tarde, esta mudança tornou-se permanente.
Após 100 jogos na liga com 15 golos (esteve ausente toda a temporada de 2006-07 devido a uma lesão), Calado mudou-se para o Chipre. Primeiro pelo APOP Kinyras FC em 2007-08 e depois para o AEP Paphos FC em 2008-09. Apareceu regularmente por ambos os clubes durante o seu período na Primeira Divisão cipriota, acabando por deixar o AEP início de 2010 e reformando-se aos 36 anos de idade.

## Carreira internacional
Calado ganhou quatro taças pela seleção nacional portuguesa durante quatro anos e representou país nos Jogos Olímpicos de Verão de 1996.

## Titulos
- Taça de Portugal: 1996-96
- II Liga Portuguesa: 1992/1993

## Outros feitos
Em 2020, José Calado além de trabalhar como comentador desportivo no canal cmtv, tornou-se no embaixador do site bettilt.fun, um dos melhores sites desse género em Portugal. 